# Port lotniczy Lukulu
Port lotniczy Lukulu (IATA: LXU, ICAO: FLLK) – krajowy port lotniczy położony w Lukulu, w Zambii.